# یوتی‌سی ۰:۲۵:۲۱-
منفی ۰:۲۵:۲۱ زمان‌بندی گرینویچ (به انگلیسی: UTC-0:25:21) برای اندازه گیری زمان کاربرد داشت.
میانگین زمان دوبلین به وسیله قانون تعریف زمان در سال ۱۸۸۰ تعریف گردید. این فانون همچنین ساعت گرینویچ را به عنوان زمان قانونی بریتانیا بیان می‌کرد.
این ماده قانونی با میانگین زمان محلی جایگزین گردید از سال ۱۸۵۸ این ماده در خارج از بریتانیا به صورت رسمی مورد قبول بود.
از ۲ بامداد یک‌شنبه یک اکتبر ۱۹۱۶ زمان ایرلند با زمان مورد استفاده در بریتانیا هماهنگ گردید و این هماهنگی شامل زمان تابستانه و رسمی می‌باشد.